# Trafalgar (Australia)
Trafalgar – miasto w Australii, w stanie Wiktoria.